# Marcel Cazeilles
Marcel Cazeilles, né à Banyuls-dels-Aspres (Pyrénées-Orientales) le 8 mars 1906 et mort le 30 août 2001, est un poète de langue catalane, médecin militaire et général français.

## Carrière militaire
Marcel Cazeilles est diplômé de médecine en 1931. Il entame alors une carrière de médecin militaire qui le mène jusqu'au grade de général.
Spécialiste de radiologie, il est responsable de l'hôpital Robert Picqué de Bordeaux jusqu'en 1956. Il est ensuite transféré au ministère de la défense à Paris et reprend ses études dans le domaine de la médecine nucléaire. Il devient directeur du service sanitaire du centre de recherche des armées en 1961. Il est alors responsable des mesures de protection contre les radiations lors des différents essais nucléaires effectués par la France.

## Parcours littéraire
Marcel Cazeilles publie en 1974 un recueil bilingue français-catalan de poèmes. Il enseigne à l'Université catalane d'été en 1974 et 1975. Il est également responsable de l'organisation des LIIe Jeux floraux de la Gineste d'or, en tant que secrétaire de la mairie de Saint-Jean-Lasseille à ce moment-là.

## Publications

### Médecine
- Les affections héréditaires de la cornée : Thèse de médecine, Lyon, Bosc frères, 1931, 92 p. (BNF 31919196)

### Œuvres poétiques
- Sol de tardor = Soleil d'automne (sous le pseudonyme Joan la Cella), Perpignan: Imp. de Canigou, 1974